# شهدطوطیک‌های سبز
شهدطوطیک‌های سبز (نام علمی: Saudareos) یک سرده از طوطی‌های خانواده طوطیان سبز است.